# Adelphi (Guyana)
Adelphi es una localidad de Guyana en la región Berbice Oriental-Corentyne. Constituye un centro residencial y de servicios en un área de explotación agrícola.
Se ubica a 47 km al este de la capital regional, Nueva Ámsterdam y del río Berbice.

## Demografía
Según censo de población 2002 contaba con 993 habitantes. La estimación 2010 refiere a 1404 habitantes.
Ocupación de la población
| Dato      | Funcionarios | Profesionales y técnicos | Clero | Comercio y Servicios | Act. agrícolas | Act. industriales | Ocup. elementales | S/D   | Total  |
| --------- | ------------ | ------------------------ | ----- | -------------------- | -------------- | ----------------- | ----------------- | ----- | ------ |
| Población | 5            | 31                       | 19    | 108                  | 14             | 42                | 253               | 521   | 993    |
| %         | 0,50         | 3,12                     | 1,91  | 10,88                | 1,41           | 4,23              | 25,48             | 52,47 | 100,00 |